# كريس موراي (مغني)
كريس موراي هو مغني وكاتب أغاني كندي، ولد في 26 سبتمبر 1966 في تورونتو في كندا.

## وصلات خارجية
- الموقع الرسمي
- كريس موراي على موقع ميوزك برينز (الإنجليزية)
- كريس موراي على موقع ميوزك برينز (الإنجليزية)
- كريس موراي على موقع أول ميوزيك (الإنجليزية)
- كريس موراي على موقع أول ميوزيك (الإنجليزية)
- كريس موراي على موقع ديسكوغز (الإنجليزية)
- كريس موراي على موقع ديسكوغز (الإنجليزية)